# К'яра Меццалама
К'яра Меццалама (італ. Chiara Mezzalama, нар. 28 вересня 1972 року в Римі) — італійська дитяча письменниця, перекладачка та психотерапевтка. 

## Життєпис

### Дитинство
Батько К'яри Меццалами — дипломат. Дитинство К'яра разом з родиною провела за кордоном, зокрема в Марокко. 1979 року батька призначили до Тегерана, де родина зіткнулася з ісламською революцією. Цей досвід залишив на ній свій відбиток і вона описала його у власних творах.

### Навчання та вплив
Навчалася у Французькій школі Риму. Вона підкреслює свою приналежність до двох культур — італійської та французької. На неї дуже вплинули Сімона де Бовуар, Наталія Гінзбург, Маргеріт Дюрас.

### Публікації
Вона пише в різних ЗМІ: Legendary (журнал жіночої літератури), Tempoxme (книжковий блог), Left (журнал). Також перекладає.
Її романи вперше були опубліковані в Італії. Її перший роман «Avrò Cura di Te» вийшов 2009 року, а другий, «Il giardino persiano» (2017), був перекладений французькою мовою під назвою «Le jardin du dedans-dehors» (Яр кущів).
2018 року вона переїхала до Франції. Опублікувала «Сад внутрішнього й зовнішнього світу» (фр. Le Jardin du dedans-dehors), першу дитячу книжку, написану французькою мовою. 2022 року опублікувала перший роман для дорослих «Після дощу» (фр. Après la pluie) . Ці дві роботи вийшли у видавництві Editions des Eléphants. 2024 року опублікувала нову дитячу книжку «Peur à peur».

### Особисте життя
Вона має двох дітей та живе в Парижі з 2018 року. Також є психотерапевткою.

## Твори

### Італійською мовою
- Lidia Ravera; Chiara Mezzalama; Gaia Formenti (2014). Tre donne sull'isola (італ.). Rome: Iacobelli. с. 125. ISBN 8862522517.
- Chiara Mezzalama (2015). Il giardino persiano (італ.). Rome: Edizioni e-o. с. 192. ISBN 978-88-6632-653-3.
- Chiara Mezzalama (2015). Voglio essere Charlie (італ.). Rome: Edizioni Estemporanee. с. 55. ISBN 978-88-89508-62-6.
- Chiara Mezzalama (2021). Dopo la pioggia (італ.). Rome: Edizioni e-o. с. 213. ISBN 978-88-3357-225-3.

### Французькою мовою
- Chiara Mezzalama (2017). Le jardin du dedans-dehors. Paris: les Éditions des Éléphants. с. 25. ISBN 978-2-37273-033-4.
- Chiara Mezzalama (2018). Fleur d'exils (фр.). Paris: Chiara Mezzalama & ARySQUE. с. 11. ISBN 978-2-9548770-4-4.
- Chiara Mezzalama; Giulia d' Anna Lupo (2018). Villa Médicis (фр.). Arnoldo Mondadori Ed. с. 48.
- Chiara Mezzalama (2020). Le jardin persan (фр.). Rouen: Éditions des Falaises. с. 238. ISBN 978-2-84811-437-8.
- Chiara Mezzalama (2021). Valentin de toutes les couleurs (фр.). Paris: les Éditions des Éléphants. с. 25. ISBN 978-2-37273-101-0.
- Chiara Mezzalama (2022). Après la pluie (фр.). Paris: Mercure de France. с. 232. ISBN 978-2-7152-5775-7.
- Chiara Mezzalama (2022). La robe de soie (фр.). Paris: les Éditions des Éléphants. с. 26. ISBN 978-2-37273-106-5.
- Chiara Mezzalama (2024). Peur à peur (фр.). Paris: les Éditions des Éléphants. с. 37. ISBN 978-2-37273-123-2.
- Clémentine Beauvais; Nicole Pellegrin; Jo Witek; Cécile Roumiguière; Cathy Ytak; Jo Hoestlandt; Chiara Mezzalama (2024). Les Balnéaires (фр.). Plumes de brigands. с. 84.

## Відзнаки

### Лауреат
- Сад внутрішнього й зовнішнього світу:
  - Prix Sorcièresр 2018 року, категорія «Надзвичайна естетика. Для старших читачів»[12]
  - Премія Сент-Екзюпері 2018, категорія «Франкофонія»[13]

### Вибрано
- Після дощу Премія Стрега, 2021[5]

## Переклади українською
2022 року у «Видавництві Анетти Антоненко» вийшов український переклад роману «Після дощу». Перекладачка — Любов Котляр.